# Списък на реките в Мисури
Списъкът на реките в Мисури включва основните реки, които текат в щата Мисури, Съединените американски щати.
Територията на щата попада във водосборния басейн на река Мисисипи, която се оттича в Мексиканския залив. Най-голямата речна система в щата е на река Мисури, ляв приток на Мисисипи.

## По речни системи
Мисисипи
- Мисисипи
  - Фабиус Ривър
    - Норд Фабиус
    - Саут Фабиус

  - Куивър Ривър
  - Мерамек
    - Бурбос

  - Сейнт Франсис
  - Солт Ривър
    - Норд Форк
    - Саут Форк

Уайт Ривър (ляв приток на Мисисипи)
- Уайт Ривър
  - Блек Ривър
    - Спринг Ривър
      - Елевън Пойнт Ривър

    - Кърънт

  - Джеймс

Мисури (ляв приток на Мисисипи)
- Мисури
  - Гасконейд
    - Биг Пини Ривър

  - Осейдж
    - Ниангуа
    - Литъл Осейдж

  - Сак Ривър
    - Марайъс де Сайнс

  - Саут Гранд Ривър
  - Ламайн
    - Блекуотър

  - Чаритън
    - Мъсъл Форк

  - Гранд Ривър
    - Локъст Крийк
    - Томпсън

  - Плейт Ривър

## По азбучен ред
- Блек Ривър
- Блекуотър
- Биг Пини Ривър
- Бурбос
- Гасконейд
- Гранд Ривър
- Джеймс
- Елевън Пойнт Ривър
- Куивър Ривър
- Кърънт
- Ламайн
- Литъл Осейдж
- Локъст Крийк
- Мерамек
- Мисури
- Мърайъс де Сайнс
- Мъсъл Форк
- Ниангуа
- Норд Фабиус
- Осейдж
- Плейт Ривър
- Сак Ривър
- Саут Гранд Ривър
- Саут Фабиус
- Сейнт Франсис
- Солт Ривър
- Спринг Ривър
- Томпсън
- Фабиус Ривър
- Чаритън